# Akgün Kaçmaz
Akgün Kaçmaz (Ancara, 19 de fevereiro de 1935 – 12 de novembro de 2023) foi um futebolista e treinador turco, que atuava como defensor.

## Carreira
Akgün Kaçmaz fez parte do elenco da Seleção Turca de Futebol que disputou a Copa do Mundo de 1954.

## Ligações Externas
- Perfil em FIFA.com (em inglês)